# Bernard Tellegen

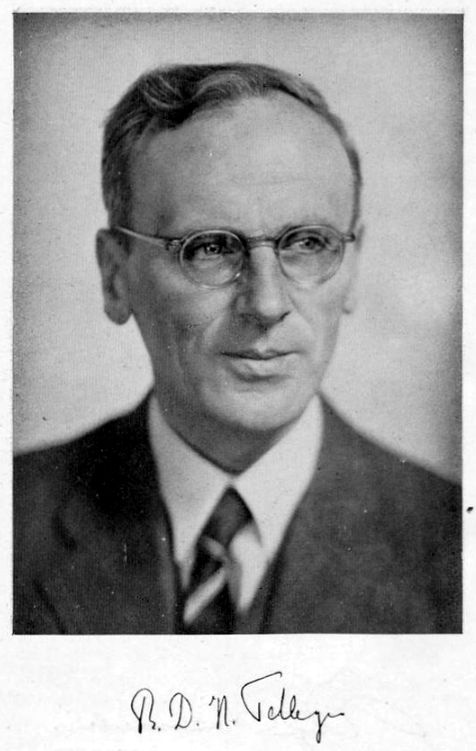
Bernard Tellegen

Bernard Dominicus Hubertus Tellegen, född 24 juni 1900, död 30 augusti 1990, var en nederländsk elektroingenjör och uppfinnare av pentoden och gyratorn. Han är också känd för ett teorem inom kretselektroniken kallat Tellegens teorem.
Han utexaminerades från Tekniska Universitetet i Delft 1923 som elektroingenjör och arbetade därefter för Philips Research Laboratories i Eindhoven. Han uppfann pentoden 1926. Gyratorn som han uppfann omkring 1948 är användbar för att simulera en induktans utan att använda en spole. Detta är exempelvis användbart i HiFi-equalizers. Han innehade 41 amerikanska patent.
Under perioden 1946-1966 var han adjungerad professor i kretsteori vid TU Delft. Från 1942 till 1952 var han ordförande för NERG, Nederlands Elektronica en Radio Genootschap och blev 1952 hedersmedlem. Han var även medlem av IEEE och tilldelades Edisonmedaljen 1973 "för en kreativ karriär med signifikant prestation inom elektrisk kretsteori, inklusive gyratorn."